# 1992 UM9
1992 UM9 är en asteroid i huvudbältet som upptäcktes den 19 oktober 1992 av de båda japanska astronomerna Seiji Ueda och Hiroshi Kaneda i Kushiro.
Asteroiden har en diameter på ungefär 12 kilometer.